# CalcStar
CalcStar ist eine Tabellenkalkulation der MicroPro Corp, eingeführt im Jahre 1981 Im Gegensatz zu anderen Programmen dieser Zeit erfolgte die Bedienung über die aus WordStar bekannten Tastaturbefehle. Es war sowohl als Einzelanwendung erhältlich oder im Paket als Office Suite mit WordStar, MailMerge, DataStar und ReportStar.

## Entwicklungsgeschichte
Im November 1981 stellte die amerikanische Firma MicroPro, welche durch die Textverarbeitung WordStar bekannt war, das Programm für das Betriebssystem CP/M vor. Ab 1983 gab es auch eine Version für IBM PC, welche ab Version 1.4 auch die erweiterten Möglichkeiten des IBM PC XT nutzen konnte.